# World Series Formule V8 3.5
De World Series Formule V8 3.5 was een raceklasse, opgericht in 1998 als de World Series by Nissan, tussen 2005 en 2015 de Formule Renault 3.5 Series en in 2016 de Formule V8 3.5 geheten. Het kampioenschap werd tussen 2005 en 2015 georganiseerd door Renault Sport en vanaf het begin in 1998 door RPM Racing.
In het begin werden de auto's gebouwd door Coloni, een constructeur die ook de auto's maakt voor de Formule 3, en vroeger voor Formule 1-teams. De motor was een 2,0L Nissan SR20 met 160 pk. In 2002 werd de auto gebouwd door Dallara. Deze autobouwer maakt ook auto's voor de GP2 en de Formule 3. De motor was hier een 2,6L V6 Nissan VQ30 met 425 pk.
In 2003 startte Renault de Formule Renault V6 Eurocup als een deel van het Eurosport Super Racing Weekend. In 2005 stapte de fabrikant uit het Super Racing Weekend, en startte de World Series by Renault, georganiseerd door Renault Sport en RPM. Renault sloot een motoren contract bij de World Series by Nissan (hun contract was afgelopen) en zo werd dit één klasse. Behalve de Formule Renault 3.5 Series, zoals het kampioenschap ging heten, werden tijdens een World Series by Renault-weekend ook races gehouden in de Eurocup Formule Renault 2.0 en, tot 2013, de Eurocup Mégane Trophy.
In Nederland werd elk raceweekend rechtstreeks uitgezonden door Eurosport. Een samenvatting van de voorgaande race werd uitgezonden door SBS6.
In 2015 maakte Renault bekend dat het aan het eind van het seizoen zou stoppen met het sponsoren van de World Series by Renault en het kampioenschap werd omgedoopt in de Formule V8 3.5. Eind 2016 werd de naam opnieuw veranderd naar World Series Formule V8 3.5, waarmee het kampioenschap extra erkenning kreeg.
Voorafgaand aan het laatste raceweekend van 2017 werd bekendgemaakt dat het kampioenschap in 2018 ophoudt te bestaan.

## Kampioenen
| Jaar | Serie naam                   | Kampioen            | Team               |
| ---- | ---------------------------- | ------------------- | ------------------ |
| 1998 | Open Fortuna by Nissan       | Marc Gené           | Campos Motorsport  |
| 1999 | Euro Open MoviStar by Nissan | Fernando Alonso     | Campos Motorsport  |
| 2000 | Open Telefónica by Nissan    | Antonio García      | Campos Motorsport  |
| 2001 | Open Telefónica by Nissan    | Franck Montagny     | Vergani Racing     |
| 2002 | Telefónica World Series      | Ricardo Zonta       | Racing Engineering |
| 2003 | Superfund World Series       | Franck Montagny     | Gabord Competición |
| 2004 | World Series by Nissan       | Heikki Kovalainen   | Pons Racing        |
| 2005 | Formule Renault 3.5 Series   | Robert Kubica       | Epsilon Euskadi    |
| 2006 | Formule Renault 3.5 Series   | Alx Danielsson      | Interwetten.com    |
| 2007 | Formule Renault 3.5 Series   | Álvaro Parente      | Tech 1 Racing      |
| 2008 | Formule Renault 3.5 Series   | Giedo van der Garde | P1 Motorsport      |
| 2009 | Formule Renault 3.5 Series   | Bertrand Baguette   | Draco Racing       |
| 2010 | Formule Renault 3.5 Series   | Mikhail Aleshin     | Carlin Motorsport  |
| 2011 | Formule Renault 3.5 Series   | Robert Wickens      | Carlin Motorsport  |
| 2012 | Formule Renault 3.5 Series   | Robin Frijns        | Fortec Motorsports |
| 2013 | Formule Renault 3.5 Series   | Kevin Magnussen     | DAMS               |
| 2014 | Formule Renault 3.5 Series   | Carlos Sainz jr.    | DAMS               |
| 2015 | Formule Renault 3.5 Series   | Oliver Rowland      | Fortec Motorsports |
| 2016 | Formule V8 3.5               | Tom Dillmann        | AVF                |
| 2017 | World Series Formule V8 3.5  | Pietro Fittipaldi   | Lotus              |